# Kollwitzplatz
Kollwitzplatz är ett torg i stadsdelen Prenzlauer Berg i Berlin, tillhörande stadsdelsområdet Pankow. Torget är centrum för det område i sydvästra Prenzlauer Berg som kallas Kollwitzkiez. Torget har sitt nuvarande namn sedan 8 juli 1947, då det uppkallades efter grafikern och skulptören Käthe Kollwitz som under större delen av livet bodde med sin man, läkaren Karl Kollwitz, på Weissenburger Strasse, idag tomten Kollwitzstrasse 56a. Dessförinnan kallades torget Wörther Platz, ett namn som det fick 1875 i samband med att torget anlades under Gründerzeitepoken. Torget har en trekantig form som avgränsas av Kollwitzstrasse, Knaackstrasse och Wörther Strasse. Den totala ytan uppgår till omkring 0,6 hektar.

## Evenemang
Kollwitzplatz är sedan år 2000 plats för en kvartersmarknad varje lördag, torsdagar en ekologisk matmarknad och på söndagarna i advent en julmarknad. Marknaden har med tiden kommit att bli en turistattraktion. 

## I media
DEFA-dokumentären Kollwitzplatz Berlin, med regi av Dochow, Kuban, Münch och Petersen, skildrade livet vid torget år 1986.
Torget är plats för en av de första nyckelscenerna i agentthrillern Jason Bourne från 2016, men inspelningen gjordes egentligen på Falckensteinstrasse i Kreuzberg 2015.
Torget fick stor medial uppmärksamhet i samband med de satiriska så kallade "Spätzle-attentaten" mot Käthe Kollwitz-minnesmärket 2013. Aktivister utropade ett autonomt distrikt "Schwabylon" i Berlin, anspelande på det stora antalet inflyttade medelklassberlinare från Schwaben i sydvästra Tyskland som bosatt sig i Prenzlauer Berg.
I Berliner Zeitung publicerades från 1997 serien Die Mütter vom Kollwitzplatz av satirtecknaren OL. Serien kom ut som bok 2013 och behandlar teman som stadens gentrifiering och förhållandet mellan gamla och nyinflyttade Berlinbor.